# Gazebo
Gazebo (rođ. Paul Mazzolini) (Beirut, 18. veljače 1960.) je talijanski glazbenik. Njegova glazba se poistovjećuje s glazbenim žanrom talijanske disco glazbe.
Sin je veleposlanika a majka mu je prije udaje bila pjevačica u SAD-u. U Los Angelesu je 1974. osnovao školski sastav Skunk Tussle i s njim skuplja prva iskustva u jednoj kazališnoj trupi. Završava studij francuske književnosti 1983., u Rimu i započinje glazbenu suradnju s Paulom Micioniem. Već prvi album Masterpiece, bio je vrlo popularan. U listopadu 1983. pjesma  I Like Chopin penje se na vrh glazbenih ljestvica diljem Europe.
Iste godine napisao je tekst za hit pjesmu „Dolce Vita“ za Ryana Parisa. S pjesmom Telephone Mama 1984., posljednji put je ušao na Top 10, talijanske ljestvice. Izdaje nekolilo albuma i singl pjesama i kasnije  (Milky Way, Trotsky Burger). U jesen 2006. njegova pjesma Tears For Galileo penje se na vrh Euro-Dance-Charts. Gazebo i dalje sudjeluje na turnejama i pravi nove albume.  Djeluje također i kao producent novim umjetnicima.

## LP/CD – Diskografija
- Gazebo (Baby Records, 1983.)
- Telephone Mama (Baby Records, 1984.)
- Univision (Carosello, 1986.)
- The Rainbow Tales (Carosello, 1988.)
- Sweet Life (Carosello, 1989.)
- Scenes From The News Broadcast (Lunatic, 1991.)
- Portrait (Lunatic, 1994.)
- Viewpoint (Lunatic, 1997)
- Portrait & Viewpoint (Softworks, 2000.)
- The Syndrone (Softworks, 2008.)
- I Like ... Live! (Softworks, 2013.)

## Vanjske poveznice
- Gazebo.info (Službena stranica)